# ولنیکرا
ولنیکرا (به انگلیسی: Vellanikkara) یک زیستگاه انسانی در هند است که در Thrissur district واقع شده‌است.

## خصوصیات
ولنیکرا ۲۲٫۲۵ متر بالاتر از سطح دریا واقع شده‌است.